# 412 (tal)
412 är det naturliga heltal som följer 411 och följs av 413.

## Matematiska egenskaper
- 412 är ett jämnt tal.
- 412 är ett polygontal[1].
- 412 är ett palindromtal i det ternära talsystemet.

## Inom vetenskapen
- 412 Elisabetha, en asteroid.